# Eleven Men in Flight
Eleven Men in Flight est un club swazilandais de football basé à Siteki.

## Palmarès
- Championnat d'Eswatini de football
  - Champion : 1994, 1996

- Coupe d'Eswatini de football
  - Vainqueur : 1993, 2001